# Port d'Odessa
Le port d'Odessa ou port maritime d'Odessa (en ukrainien : Одеський морський торговельний порт), situé près d'Odessa, est le plus grand port d'Ukraine et l'un des plus grands ports du bassin de la mer Noire.

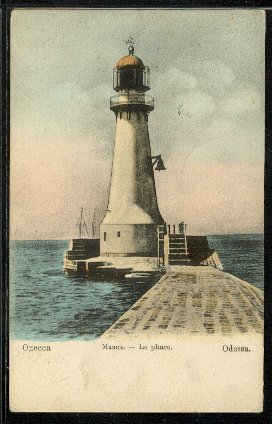
Son phare Voronstov en 1890.

Sa capacité de trafic annuelle totale de 40 millions de tonnes (15 millions de tonnes de vrac sec et 25 millions de tonnes de vrac liquide).
Le port a un accès immédiat aux voies ferrées par sa gare permettant un transfert rapide des marchandises des routes maritimes au transport terrestre. Avec ses ports satellites de Tchornomorsk (créé en 1958) et de Youjne (créé en 1973), le port d'Odessa est une importante plaque tournante du transport de marchandises et de passagers en Ukraine.
Le port est la cible de frappes russes.

## Infrastructures et installations
Il est géré par l'Autorité portuaire d'Ukraine qui est sous l'autorité du Ministère de l'Infrastructure (Ukraine).
C'est la plus importante infrastructure de transit pour le gaz et le pétrole ; il possède six quais spécialisés et la capacité de liquéfaction du gaz.

## En images

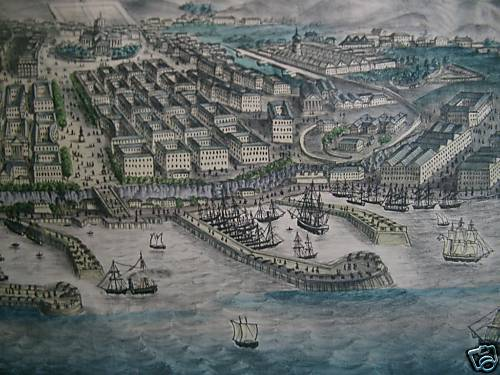
En 1854.
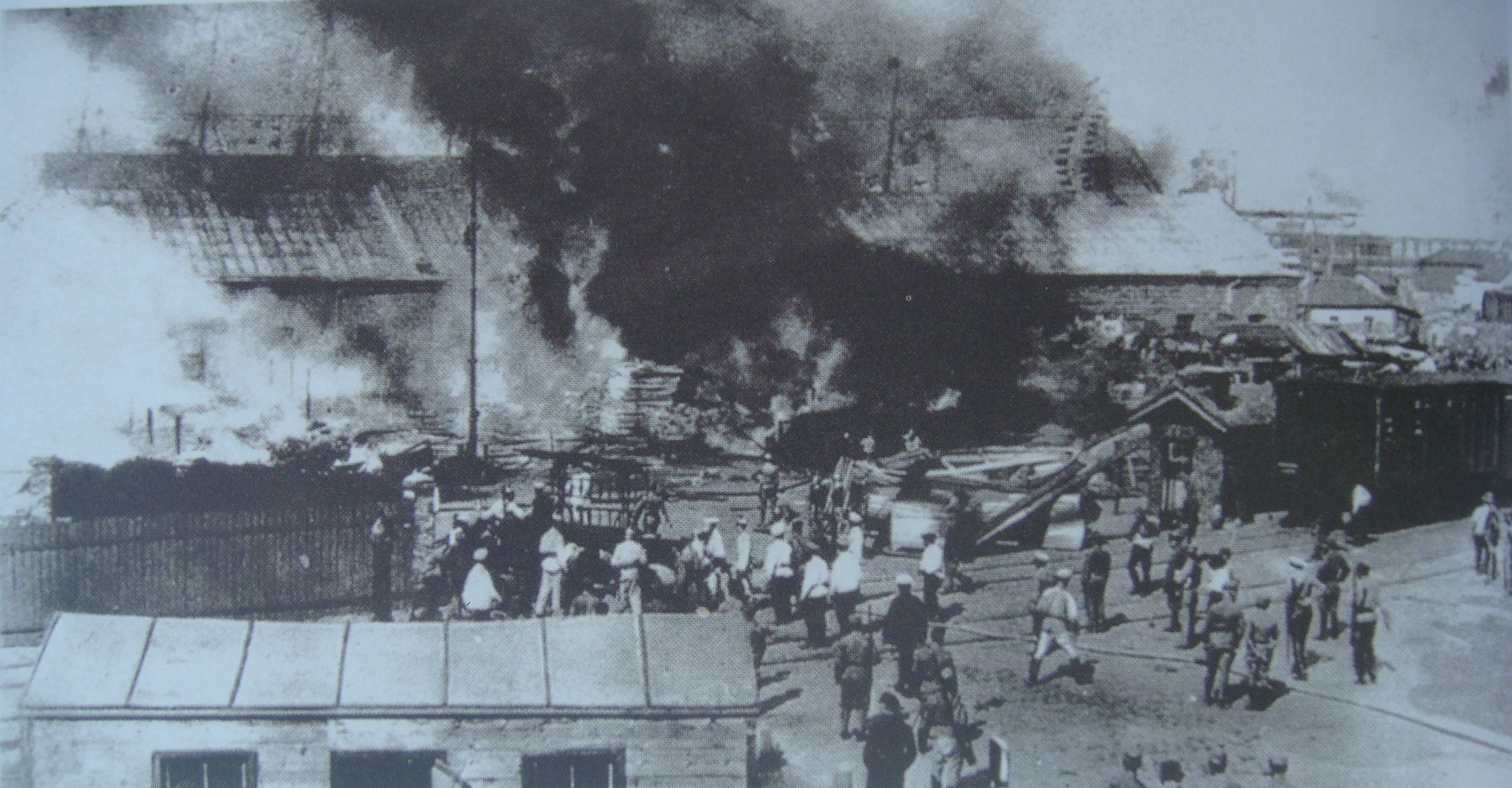
Lors de la Mutinerie du cuirassé Potemkine.
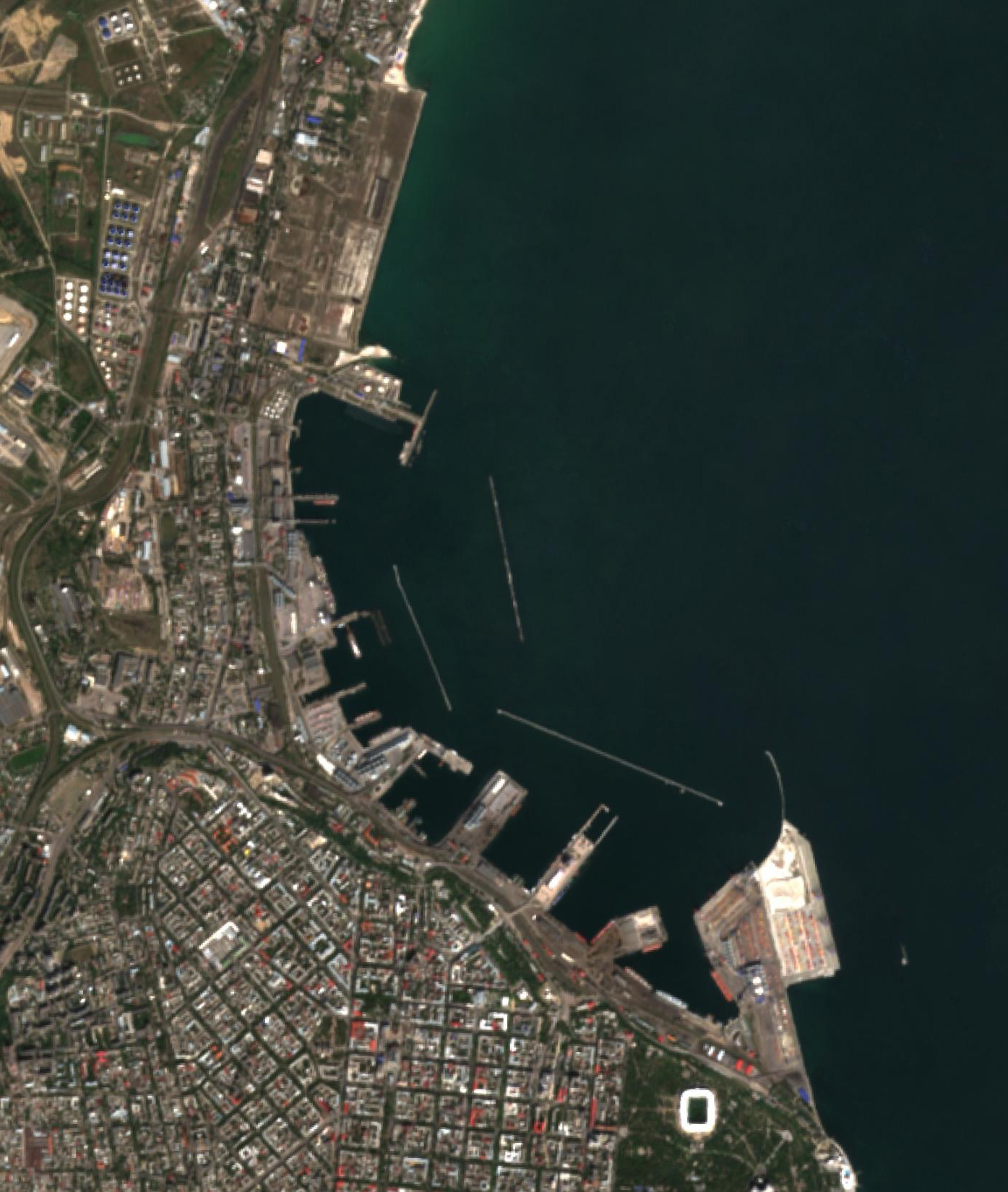
Vue satellite.
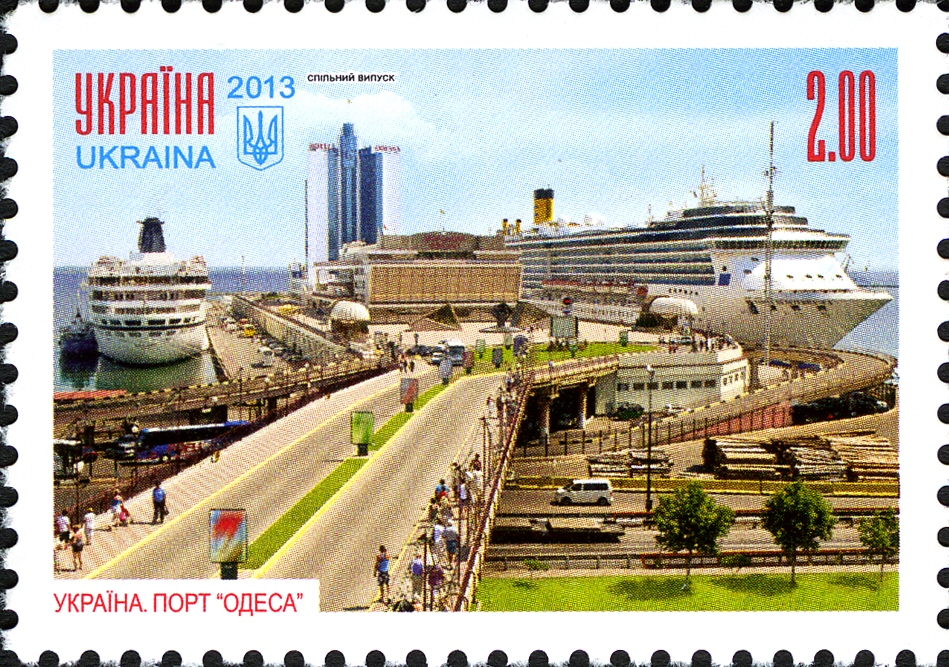
Sur un timbre de 2013.